# Maria Sofia da Baviera
Maria Sofia Amália da Baviera (Possenhofen, 4 de outubro de 1841 – Munique, 19 de janeiro de 1925) foi a esposa do rei Francisco II e última Rainha Consorte das Duas Sicílias de 1859 até a deposição do marido em 1861. Era a sexta filha de Maximiliano José, Duque na Baviera e da princesa Luísa Guilhermina da Baviera.

## Infância e Juventude

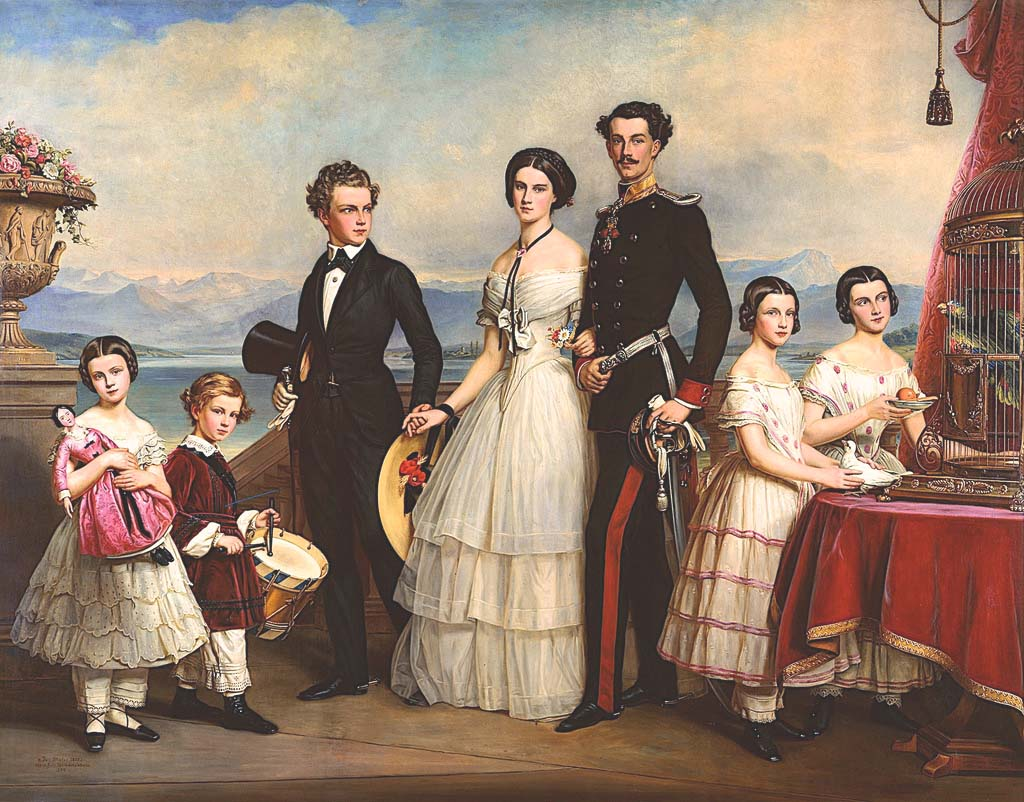
Os sete filhos de Maximiliano José, Duque na Baviera e da princesa Luísa Guilhermina da Baviera, da esquerda para a direita: Sofia Carlota, Maximiliano Emanuel, Carlos Teodoro, Helena Carolina, Luís Guilherme, Matilde Luísa e Maria Sofia

Maria Sofia nasceu em 4 de outubro de 1841 no Castelo de Possenhofen em Possenhofen, no Reino da Baviera, filha de Maximiliano José, Duque na Baviera, e de sua esposa, a princesa Luísa Guilhermina da Baviera. Ela foi a sexta de dez filhos e uma das oito que sobreviveram até a idade adulta. Ela e seus irmãos tiveram uma infância irrestrita, compartilhada entre o Castelo de Possenhofen nos verões e o Herzog-Max-Palais em Munique.
O casamento de sua irmã Isabel, mais conhecida "Sissi", com o imperador Francisco José da Áustria, uma princesa de segunda categoria aos olhos das cortes europeias, permite que suas irmãs se tornem interessantes; tornar-se cunhado do imperador da Áustria é uma vantagem política para os soberanos europeus.

## Casamento

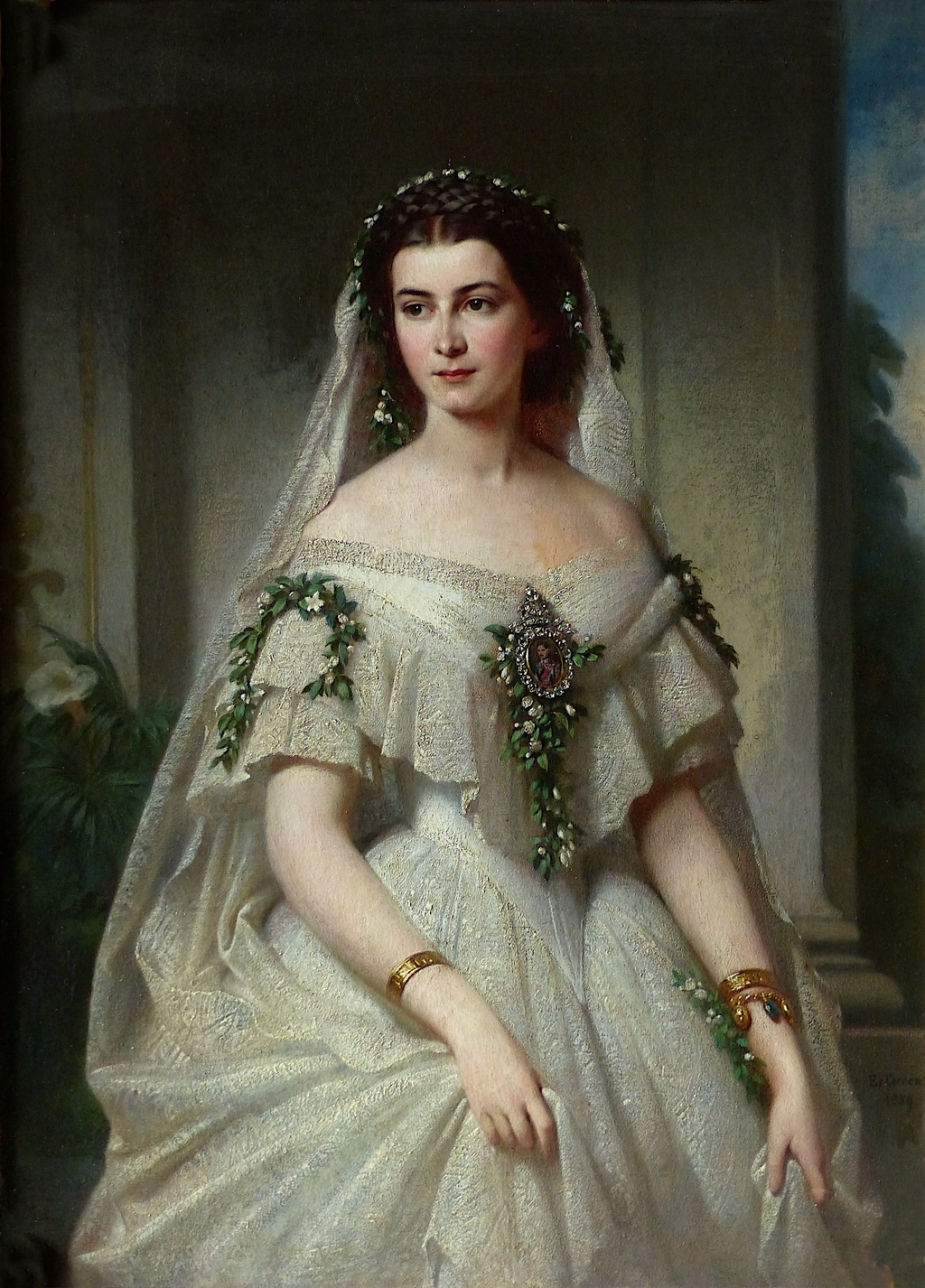
Maria Sofia em vestido de noiva

Em 1858, o rei Fernando II das Duas Sicílias pediu a mão de Maria Sofia para seu filho mais velho Francisco, Duque da Calábria.
O casamento foi político, pois Fernando desejava aliar-se ao imperador da Áustria, Francisco José I, um poderoso companheiro absolutista. Naquela época o reino já estava ameaçado por forças revolucionárias. O casamento por procuração ocorre em Munique em 9 de janeiro de 1859, o príncipe Leopoldo da Baviera, futuro regente, representando o noivo.
Em 13 de janeiro, Maria Sofia toma o trem que, via Leipzig e Praga, a leva primeiro a Viena, onde fica com sua irmã, a imperatriz Isabel, depois a Trieste, onde o iate Le Fulminant a leva para Bari, onde é recebida por seu pai, pelo rei Fernando II, já muito doente, pelo duque da Calábria seu noivo, e seus nove meio-irmãos e irmãs e a rainha Maria Teresa, a segunda esposa do rei.
Casou-se pessoalmente novamente em 3 de fevereiro de 1859 em Bari.

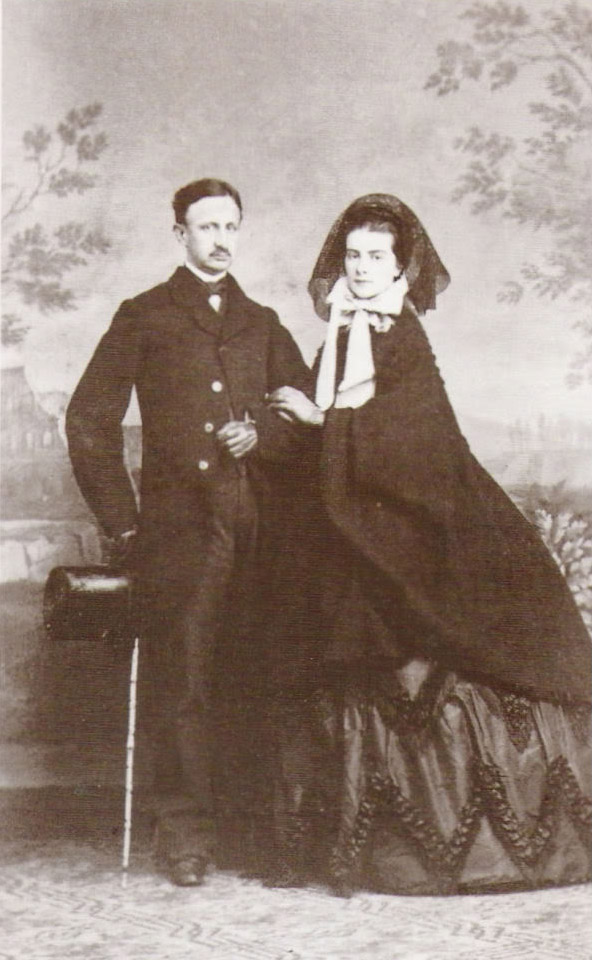
Maria Sofia e seu marido Francisco, Duque de Calábria

O Duque da Calábria é um jovem insignificante, interessado apenas em obras de piedade e principalmente na vida dos santos, não falando alemão quando sua noiva bávara não fala italiano. Sofrendo de fimose, ele não pode consumar seu casamento. Desde o início, esse casal desigual não se dá muito bem e a jovem, dotada de uma família bastante cúmplice, está entediada.

## Rainha das Duas Sicílias

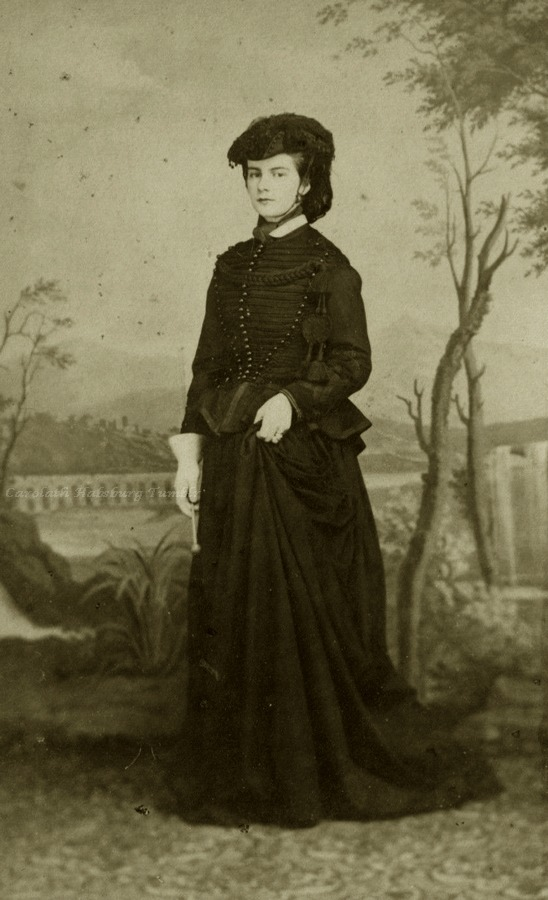
Maria Sofia, Rainha das Duas Sicílias

Dentro de um ano, com a morte do rei, seu marido ascendeu ao trono como Francisco II das Duas Sicílias, e Maria Sofia torna-se a nova rainha das Duas Sicílias, mas o poder permaneceu nas mãos de sua sogra autoritária.
No ano seguinte, o Reino das Duas Sicílias foi invadido pelo exército de Garibaldi. O rei e a rainha apelam para seu cunhado, o imperador austríaco Francisco José I. O imperador da Áustria era então muito impopular e enfraquecido após suas derrotas em Solferino e Magenta contra os exércitos franceses de Napoleão III que apoiavam o rei Vitor Emmanuel II da Sardenha. Apesar dos esforços dos irmãos da rainha, ele não pode ajudá-los.
Derrotada, a família real, seguida do núncio apostólico e do corpo diplomático, encerrou-se na cidadela de Gaeta. Maria Sofia, aos 19 anos, torna-se a alma da resistência. Os jornais a apelidaram de "a heroína de Gaeta", enquanto Vitor Emanuel II, apoiado por um plebiscito fraudado que viu 1.302.064 sim e 10.302 não, se proclamou rei de Nápoles. Dentro de março de 1861, o Reino das Duas Sicílias foi integrado ao novo Reino da Itália, do qual Vitor Emanuel foi proclamado soberano hereditário.

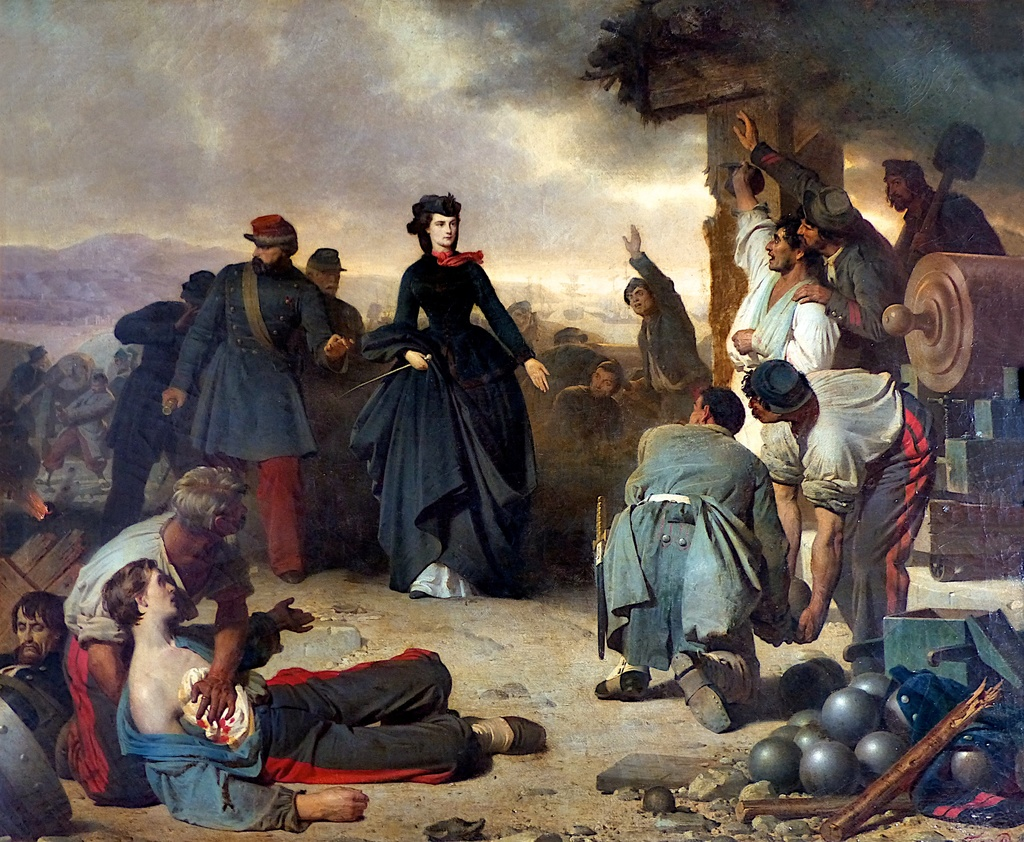
A rainha Maria Sofia em Gaeta

A Família Real Duo Siciliana deve encontrar refúgio com o Papa no que resta dos Estados Pontifícios.

## Exílio
Em Roma, Maria Sofia está entediada com um marido bastante aborrecido. Apoiada pela irmã mais velha, a Imperatriz da Áustria, pensa em trazer para o seu lado a irmã mais nova, Matilde Luísa, e, para isso, organiza o casamento desta com o irmão do marido, o príncipe Luís, Conde de Trani.
Este casal não é melhor combinado do que o casal real. Não obstante, as duas irmãs são inseparáveis, muitas vezes unidas pelo resto dos irmãos, recriando a intimidade de Possi. Para frustrar a curiosidade dos espectadores, eles adquirem o hábito de usar as mesmas roupas. A Imperatriz e sua irmã mais nova Sofia Carlota, que se tornará a Duquesa de Alençon por casamento, às vezes se juntam a eles e se entregam a esse jogo.
Maria Sofia e Matilde estão, no entanto, muito insatisfeitas com a sua vida conjugal, e, como a sua irmã, a Imperatriz, por mais infelizes que sejam, vão sempre que possível a Possenhofen, recriando o ambiente e a cumplicidade da infância perdida. O duque Maximiliano logo se cansa dessas queixas e manda suas filhos de volta para seus maridos. Sua mãe vai confidenciar que se seus genros não fossem perfeitos, suas filhas não teriam sido esposas fáceis. Românticas demais, livres demais, essas jovens da época achavam difícil se conformar com um universo onde a etiqueta e a educação tinham precedência.
De fato, Maria Sofia e Matilde, que o exílio condena à ociosidade, cometem adultério. Matilde apaixona-se por um diplomata, enquanto Maria Sofia apaixona-se por um jovem pontifício Zouave, que por muito tempo acreditou-se ser um jovem aristocrata belga (enquanto ele era francês), Emmanuel de Lavaysse, de quem logo engravida. Sua família a deu à luz discretamente em um convento em Augsburg de uma menina, Daisy de Lavaysse.
Reconciliada com o marido, esta aceita submeter-se à cirurgia de fimose, permitindo finalmente a consumação do casamento. Maria Sofia engravidou pela segunda vez, dando à luz a princesa Maria Cristina Pia das Duas Sicílias em 24 de dezembro de 1869, dia do aniversário de sua irmã, a imperatriz Isabel da Áustria ("Sissi"), que tornou-se madrinha da princesa. Maria Cristina viveu apenas três meses, falecendo em 28 de março de 1870. Maria Sofia e Francisco não tiveram outros filhos.
A anexação dos Estados Pontifícios ao Reino da Itália em 1870 obrigou-os a refugiar-se em vários países europeus, Áustria, Suíça e França. O Conde de Trani, deprimido pelo exílio e uma vida sem alegria, caiu no alcoolismo e suicidou-se em 1886.

## Viúvez
O rei morreu em 1894. Maria Sofia passou um tempo em Munique e depois mudou-se para Paris, onde presidiu uma espécie de corte informal de Bourbon no exílio. Havia rumores de que ela estava envolvida no assassinato anarquista do rei Humberto I em 1900, na esperança de desestabilizar o novo estado-nação da Itália. Historiadores recentes ressuscitaram esse boato com base na aparente credibilidade dada a essa teoria da conspiração pelo então primeiro-ministro da Itália, Giovanni Giolitti. De qualquer forma, o caso contra Maria Sofia é circunstancial.
Durante a Primeira Guerra Mundial, Maria Sofia apoiou ativamente o Império Alemão e o Império Austro-Húngaro contra o Reino de Itália. Rumores afirmavam que ela estaria envolvida em atos de sabotagem e espionagem contra a Itália, na esperança de que uma derrota italiana viesse a desintegrar o país, possibilitando a restauração do Reino das Duas Sicílias. No entanto, ela costumava visitar os campos de prisioneiros italianos para levar-lhes livros e a pouca comida que conseguia comprar na faminta Alemanha. Os soldados não conseguiam entender quem seria aquela anciã que falava seu idioma com um estranho sotaque teuto-napolitano e que lhes pedia notícias, sobretudo dos países do sul.

### Morte
Maria Sofia morreu em Munique, em 19 de janeiro de 1925, aos 83 anos de idade. Em 1984, seus restos mortais, os de seu marido e os de sua filha foram trasladados para a Cripta Real da Basílica de Santa Clara, em Nápoles.

## Títulos e Estilos
- 4 de Outubro de 1841 - 9 de Janeiro de 1859: "Sua Alteza Real, a Duquesa Maria Sofia da Baviera".

- 9 de Janeiro de 1859 - 22 de Maio de 1859: "Sua Alteza Real, a Duquesa de Calábria".

- 22 de Maio de 1859 - 20 de Março de 1861: "Sua Majestade, a Rainha".

- 20 de Março de 1861 - 19 de Janeiro de 1925: "Sua Majestade, a Rainha Maria Sofia das Duas-Sicílias".